# Ернест Денгофф
Ернест Денгофф (*Ernest Denhoff, д/н —бл. 1623) — військовий і державний діяч Речі Посполитої. Низка дослідників відносять події його життя після 1620 року до діяльності Ернеста Магнуса Денгоффа.

## Життєпис
Походив з німецького лівонського шляхетського роду Денгоффів власного гербу. Старший син Германа Денгоффа, старости дурбенського, і Анни Йоден.
Розпочав службу під час першої польсько-шведської війни у 1600 році. У 1613 році вже значиться як полковник. Вважається, що був учасником другої польсько-шведської війни. Деякий час був губернатором Королівської Пруссії.
У 1621 році на чолі 1000 німецьких рейтар разом з небожом Герардом (останній очолював 220 рейтар) брав участь у Хотинській битві. Під час неї фактично перебрав на себе командування усіма рейтарами. Ймовірно у 1623 році був одним з комісарів. що брав участь в укладанні перемир'я. під час цього напевне помер. Його замінив небіж Генрик.